# Кобенхавн
«Кобенхавн» (дат. København, Копенгаген) — последний пятимачтовый барк, построенный в 1921 году шотландской верфью «Рэмэдж энд Фергюсон» по заказу датской Восточно-Азиатской компании уже после Первой мировой войны в Копенгагене. Бесследно пропал в 1928 году, судьба корабля и его команды не установлена.

## История строительства судна
Барк «København» («Копенгаген») известно как судно, корпус которого строился два раза. Его проектирование и постройка начаты в 1915 году «Рэмэдж энд Фергюсон» в Лейте (порт Эдинбург, Шотландия), где построили корпус судна. В 1916 году вся работа остановилась, корпус был преобразован в нефтяную баржу, которую якобы переименовали в «Черного дракона» и перевезли в Адмиралтейство в Гибралтар. Дальнейшее использование неизвестно.

## Постройка парусника
Независимо от использования первого корпуса, в конце первой мировой войны Восточно-Азиатской компания решила построить второе судно с тем же названием, используя оригинальные чертежи, которые были предназначены для строительства барка «København», и заказала постройку судна на этой же верфи. После постройки корпуса и оснащения его мачтами строительство было временно приостановлено и судно оставалось на верфи на протяжении всей Первой мировой войны. Наконец, в 1921 году, строительство было полностью завершено, и со стапелей верфи сошёл пятимачтовый барк водоизмещением 7 900 тонн.
Назначение судна — перевозка сыпучих грузов: зерно, уголь и др.
По размерам среди пятимачтовиков он занимал среднее положение, зато по праву мог именоваться одним из самых красивых винджаммеров в мире благодаря изящным линиям корпуса и пропорциональности рангоута с несколько увеличенной площадью верхних парусов.
Конечно, в конструкции барка не обошлось без технических новинок. Его оснастили дизелем. У двухлопастного гребного винта регулируемого шага лопасти могли устанавливаться в положение вдоль потока, что снижало сопротивление при движении под парусами. Такелажные лебедки стали электрическими. Ну и главная особенность: винджаммер был не только грузовым, но и учебным судном. По имеющимся данным, капитаном барка был Х. К. Кристенсен (дат. H. K. Christensen).

## Основные параметры
- Тип судна — барк
- Длина с бушпритом (м) — 131,9
- Ширина (м) — 15
- Осадка (м) — 8,7
- Водоизмещение(т) — 7.900
- Объём (рт) — 3.901
- Площадь парусов (кв.м.) — 4.644
- Годы эксплуатации — 1921—1928
- Страна — Дания

## Эксплуатация
После ходовых испытаний парусник в октябре 1921 года отправился в своё первое дальнее плавание, являвшееся кругосветным и продолжавшееся 404 дня. Барк пересек Атлантику, обогнул мыс Горн, посетил Сан-Франциско, Гонолулу, Владивосток, Дайрен и другие города; назад в Европу он вернулся, обойдя мыс Доброй Надежды.
Затем последовали подобные рейсы в Аргентину, Австралию, Юго-Восточную Азию и других направлениях.
Имея неплохую маневренность при движении под дизелем, «Кобенхавн» стал единственным пятимачтовиком, прошедшим по Суэцкому и Панамскому каналам. Барк успешно эксплуатировался в течение 7 лет.

## Последний рейс и исчезновение
14 декабря 1928 года, имея на борту 15 человек штатной команды и 44 кадета, он вышел из Буэнос-Айреса и взял курс на зюйд-ост. Судну предстояло в балласте дойти до Австралии, где принять груз — пшеницу — и доставить его в Европу.
21 декабря состоялся последний сеанс связи с парусником, с 22 декабря судно на связь не выходило и с тех пор считается пропавшим без вести. Что явилось причиной его гибели — внезапно налетевший шквал, столкновение с айсбергом или происшествие иного вида, — осталось неизвестным.

## Последующие известия о судне
В течение последующих двух лет поступали сообщения о некоем неопознанном пятимачтовом барке того же типа, что и «Кобенхавн», который видели в разных точках Тихого океана. Также поступали и сообщения о различных находках, якобы имевших отношение к «Кобенхавну».
В 1934 «Нью-Йорк Таймс» сообщила, что на острове Буве в Южной Атлантике была найдена бутылка с дневником, который якобы принадлежал одному из кадетов «Кобенхавн» (согласно дневнику, барк столкнулся с айсбергом, а команда спаслась на шлюпках).
В 1935 году в пустыне Намиб в Южной Африке были найдены 7 скелетов. Антропологи по строению черепа определили, что умершие были европейцами. По сохранившимся на остатках одежды пуговицам с якорями было установлено, что погибшие явно были кадетами торгового флота Дании. Если это действительно были погибшие с «Кобенхавна», то это подтверждает версию, что барк скорее всего затонул, а из спасательных шлюпок одна сумела добраться до берега, но семеро спасшихся умерли от голода и жажды.
В 2012 году группа дайверов нашла остов некоего корабля возле юго-западного побережья Тристан-да-Куньи. Хотя власти острова вошли в контакт с датскими Морским Музеем, Восточно-Азиатской компанией (которая владела барком) и МВД, на данный момент ничего об идентификации неизвестно.